# Salih Svrzo
Salih-efendija Svrzo (1873 Sarajevo, osmanská říše – 27. února 1944 Sarajevo, Nezávislý stát Chorvatsko) byl bosenskohercegovský islámský duchovní bosňáckého původu.

## Životopis
Pocházel z bohaté obchodnické rodiny v Sarajevu. Jeho otcem byl Ahmet-ef. Svrzo (v místních volbách roku 1884, 1890, 1892 a 1896 náhradník do městského zastupitelstva), jeho matka pocházela z další významné sarajevské obchodnické rodiny Glođo.
V Sarajevu navštěvoval Merhemićovu medresu, ve studiu nato pokračoval v Istanbulu. Kvůli matčině nemoci se vrátil do vlasti a po její smrti se do osmanské metropole již nevrátil. Dne 1. září 1915 byl jmenován imámem v sarajevské Jahja-pašově mešitě. Jistý čas přednášel v sarajevské ruždii, islámské chlapecké základní škole. Politicky měl blízko k sarajevskému politikovi a propagátorovi srbské národní myšlenky mezi muslimy Mustaj-begovi Halilbašićovi.
Po vyhlášení královské diktatury v Jugoslávii (1929) se stal loajálním podporovatelem nového režimu. Roku 1930, kdy byla v zemi zřízena jednotná islámská obec s centrem v Bělehradě a Islámské společenství v Bosně a Hercegovině ztratilo autonomii, byl jmenován sarajevským muftím. Když byla roku 1936 obnovena samospráva bosenskohercegovského islámského společenství, Svrzo byl 30. března 1936 penzionován.